# Кожаны (Красноярский край)
Кожаны — село в Балахтинском районе Красноярского края России. Является административным центром Кожановского сельсовета.

## География
Село расположено в 35 км к западу от районного центра Балахта.
Территория Кожановского сельского Совета составляет 432 га, из них 63 га земля, входящая в первую санитарную зону санатория "Загорье", и в том числе 9,5 га земли находится непосредственно под санаторным комплексом.

## Население
| 1989  | 2002  | 2010  | 2012  | 2013  | 2014  | 2015  |
| ----- | ----- | ----- | ----- | ----- | ----- | ----- |
| 2082  | ↘1465 | ↘1458 | ↘1417 | ↘1390 | ↘1356 | ↘1331 |
| 2016  | 2017  | 2018  | 2019  | 2020  | 2021  |       |
| ↘1296 | ↘1282 | ↘1248 | ↘1226 | ↘1223 | ↘1213 |       |

До 1993 года население Кожанов составляло около двух тысяч человек. В школе училось 470 детей, а в детском саду насчитывалось тринадцать до предела заполненных групп с числом 360  дошкольников.
Население Кожанов заметно уменьшилось в девяностые годы: люди уезжали из-за отсутствия работы, а семьи немцев - на свою историческую родину в Германию. На начало двадцать первого века в Кожанах насчитывалось  1511 человек, из них 262 пенсионера, 276 учащихся, 75 детей дошкольного возраста. Через десять лет в 2011 году эти цифры значительно изменились. Сейчас официально зарегистрировано 1654 человек, хотя на самом деле количество проживающих в среднем колеблется от 1800 до 1900 человек, из них учатся в школе 130 местных детей и 50 дошколят в садике.
В социальном плане наблюдается такой негативный момент как старение населения. На сегодняшний день в Кожанах около пятисот пенсионеров, а через год-два эта категория населения составит уже порядка 30 процентов от численности всех жителей. Из-за низкой оплаты труда и отсутствия социального жилья нет возможности привлечь в Кожаны молодежь.
Гендерный состав
По данным Всероссийской переписи населения 2010 года 636 мужчин и 822 женщины из 1458 чел.